# Jo Burt
Jo Burt (n. 1956) este un basist englez de heavy metal.